# Rothmannia mayumbensis
Rothmannia mayumbensis là một loài thực vật có hoa trong họ Thiến thảo. Loài này được (R.D.Good) Keay miêu tả khoa học đầu tiên năm 1958.